# Région naturelle in Frankrijk

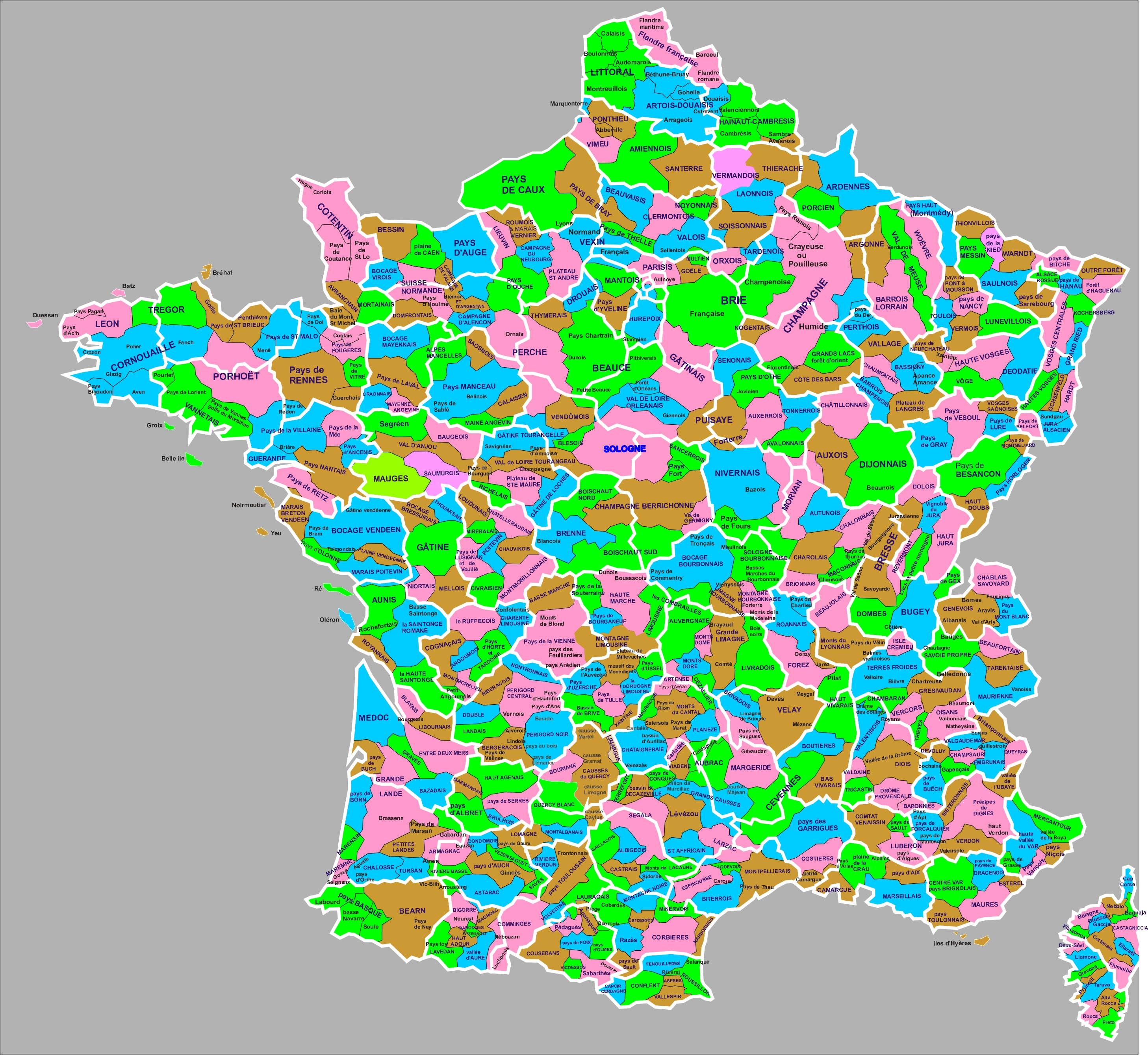
Kaart met régions naturelles

De régions naturelles of natuurlijke regio's zijn in Frankrijk gebieden, waarbinnen de omgeving ongeveer hetzelfde is. Er zijn verschillende aspecten in de omgeving, waarop die overeenkomst is gebaseerd. Dat is vooral het landschap. Het kan bijvoorbeeld dat er in de geomorfologie, de geologie, natuur of het waterbeheer van het gebied geen grote verschillen zijn, maar het kan tegelijk ook dat de omgeving er is bepaald door de rol, die de mensen er in de loop van de tijd hebben gespeeld, en door de manier waarop het land is bestuurd. De indeling in régions naturelles is in Frankrijk grover dan in territoria en is anders dan de indeling in de 18 bestuurlijke regio's van het land.
Het westen van Frankrijk bestaat in het westen vooral uit vlakten en heuvellandschap. Verschillende regio's van het zuidwesten naar het noordoosten in Frankrijk zijn Aquitanië, het coulisselandschap in de Vendée, Bretagne, Normandie, Île-de-France, Picardië, Frans-Vlaanderen en de Champagne. Er zijn verder in het land meer hoogteverschillen. Verder naar het oosten is er meer hoogteverschil. Daar beginnen de Ardennen en de Vogezen. Het Centraal Massief in het midden van Frankrijk is een région naturelle. Hetzelfde geldt voor Bourgondië, de Auvergne en de Cevennen, die tussen het Centraal Massief en de Alpen liggen. De Côte d'Azur en de Languedoc zijn met heuvels weer lager, de Pyreneeën weer hoger.
De indeling in Frankrijk in régions naturelles gaat terug naar de tijd van het Gallo-Romeinse Rijk. Een pagus, uit het Latijn, daarvoor uit het Oudgrieks, was het kleinste administratieve district van een provincie. Deze indeling werd in de loop van de tijd door de verschillende gezaghebbenden in stand gehouden. Het verschil tussen natuurlijke en bestuurlijke regio is niet altijd overal goed onderkend. De naam van het land, Frankrijk, komt van pays de France, ook een région naturelle, ten noorden van Parijs. 